# 티에나: 10,000년후
《티에나: 10,000년후》(중국어: 一萬年以後)는 2015년에 공개한 중국의 애니메이션, 판타지 영화로, 역립이 감독을 맡았다.

## 출연
- 제레미 슈왈츠 : 아라얌 역
- 크리스 래거

## 수입사
- (주)이놀미디어

## 수상정보
- 제19회 판타지아 영화제 (2015년) 장편 영화